# Guido Seiler

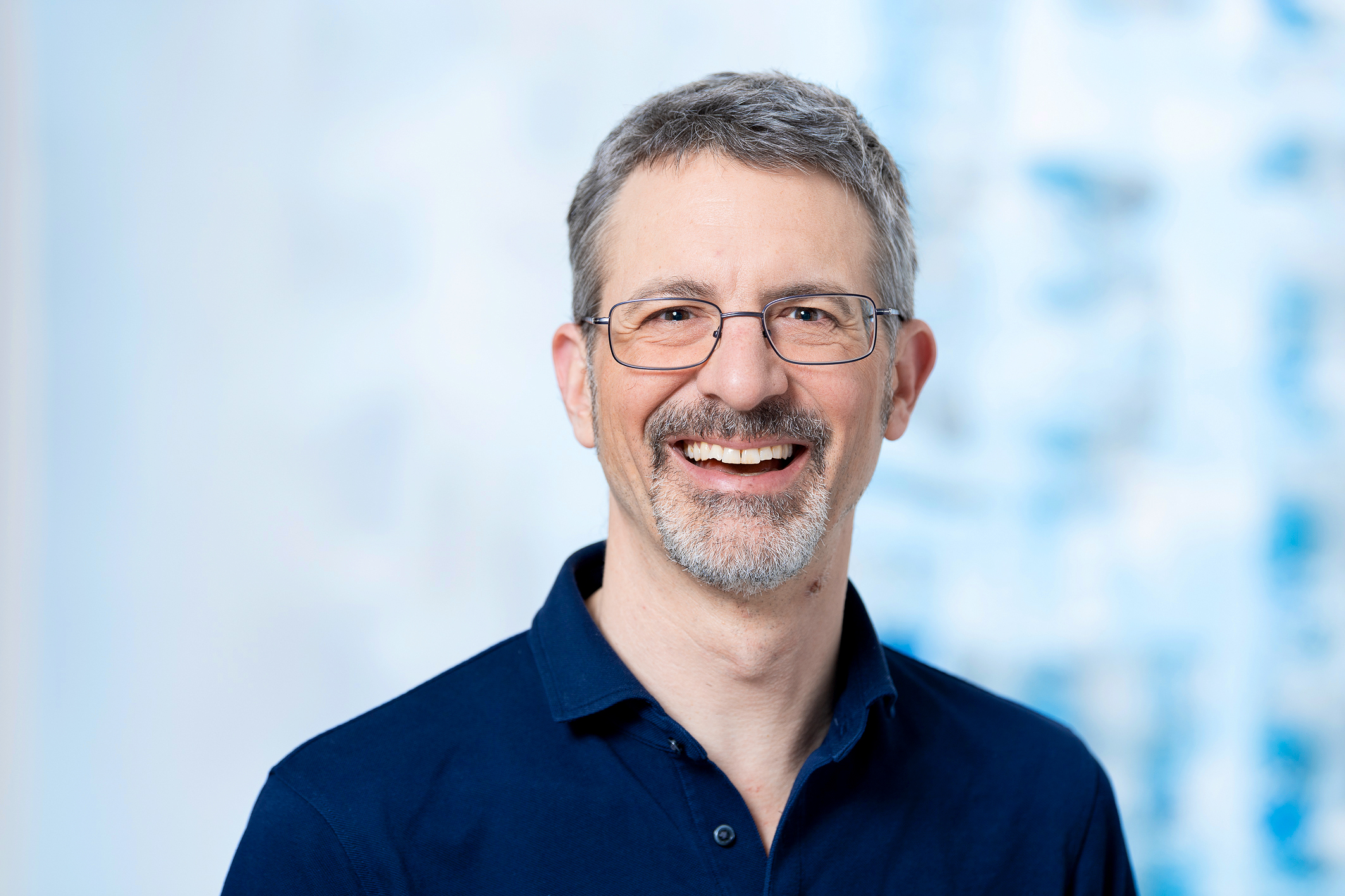
Guido Seiler (2020)

Guido Seiler (* 20. Juni 1971 in Zürich) ist ein Schweizer Sprachwissenschafter und Professor für Germanische Philologie an der Universität Zürich.

## Leben
Guido Seiler studierte von 1991 bis 1998 Germanistik und Slawistik an der Universität Zürich. Als wissenschaftliche Hilfskraft am Schweizerischen Idiotikon kam er in dieser Zeit auch mit der Dialektologie in Kontakt. Nach Abschluss seines Studiums war er wissenschaftlicher Mitarbeiter am Lehrstuhl von Elvira Glaser. Er promovierte 2003 an der Universität Zürich zum Thema Präpositionale Dativmarkierung im Oberdeutschen bei Elvira Glaser und Georg Bossong. 2007 wurde seine Dissertation mit dem Johann-Andreas-Schmeller-Preis der Johann Andreas Schmeller-Gesellschaft ausgezeichnet.
Nach Forschungsaufenthalten an der Stanford University (bei Joan Bresnan) und an der Universität Konstanz (bei Aditi Lahiri) habilitierte er sich 2008 an der Universität Zürich. Für seine Habilitation, die sich aus mehreren Schriften zum Thema Variation und Wandel unter grammatiktheoretischer Perspektive zusammenfügt, erhielt er den UBS-Habilitationspreis.
2008 wurde er Lecturer for German Linguistics an der Universität Manchester – ein Lehrstuhl, den mit Rudolf Ernst Keller schon einmal ein Schweizer innehatte –, im Oktober 2009 Professor für Germanistische Philologie an der Albert-Ludwigs-Universität Freiburg. Von Oktober 2014 bis September 2019 war er Professor für Germanistische Linguistik an der Ludwig-Maximilians-Universität München. Seit August 2019 hat er den Lehrstuhl für Germanische Philologie an der Universität Zürich inne.
Seilers Schwester ist die Politikerin Priska Seiler Graf.

## Forschung
Einen besonderen Schwerpunkt in Seilers Lehr- und Forschungstätigkeit bilden die Struktur und Entwicklung oberdeutscher Dialekte. In Anlehnung an William G. Moulton bezeichnet er nichtstandardisierte Sprachen als ein geeignetes «Laboratorium» zur Untersuchung von sprachlichen Strukturen, zur Überprüfung von Hypothesen und Weiterentwicklung der Grammatiktheorie.
Seilers Forschung will grammatische Phänomene empirisch erfassen und in einen theoretischen Rahmen einbetten. Ab 2000 arbeitete er in einem Forschungsprojekt zur Dialektsyntax des Schweizerdeutschen an der Universität Zürich (finanziert vom Schweizerischen Nationalfonds), wo er die mit seiner Dissertation begonnene Arbeit, Dialektologie mit Sprachtypologie, Sprachwandeltheorien und Grammatiktheorie zu verknüpfen, in einem breit abgestützten Projekt weiterführte. Sein aktueller Fokus liegt auf schweizerdeutschen Sprachinseln in den Vereinigten Staaten von Amerika, insbesondere um Berne (Indiana).

## Schriften (Auswahl)
Herausgeberschaften
- The Dialect Laboratory. Dialects as a Testing Ground for Theories of Language Change. Hrsg., zus. mit Gunther de Vogelaer. Benjamins, Philadelphia 2012.
- Describing and Modeling Variation in Grammar. Hrsg., zus. mit Andreas Dufter und Jürg Fleischer. De Gruyter, Berlin / New York 2009 (= Trends in Linguistics. Studies and Monographs 204).
- Dialektale Morphologie, dialektale Syntax. Hrsg., zus. mit Franz Patocka. Praesens, Wien 2008.

Monographie
- Präpositionale Dativmarkierung im Oberdeutschen. Steiner, Stuttgart 2003 (= Zeitschrift für Dialektologie und Linguistik, Beiheft 124). [Diss. Universität Zürich 2001.]

Aufsätze
- (mit Anja Hasse): Social factors in mixed language emergence: solving the puzzle of Amish Shwitzer. In: Silvia Ballarè, Guglielmo Inglese (Hrsg.): Sociolinguistic and Typological Perspectives on Language Variation (= Trends in Linguistics. Studies and Monographs. Band 374). De Gruyter Mouton, Berlin/Boston 2023, S. 85–120.
- Wenn Dialekte Sprachen sind, dann ist Dialektkontakt Sprachkontakt: Zum «Shwitzer» der Amischen in Adams County (Indiana, USA). In: Zeitschrift für Dialektologie und Linguistik 84, 2017, S. 202–231.
- Syllabic Lengthening in German and its relation to the syllable vs. word language typology. Zus. mit Kathrin Würth. In: Javier Caro Reina, Renata Szczepaniak: Phonological Typology of  Syllable  and  Word  Languages  in  Theory  and  Practice. De Gruyter, Berlin / New York 2014 (= Linguae et litterae 40), S. 140–159.
- Wörter und Sätze. Zus. mit Peter Öhl. In: Peter Auer (Hrsg.): Sprachwissenschaft: Grammatik – Interaktion – Kognition. Metzler, Stuttgart 2013, S. 137–185.
- Simplification, complexification, and microvariation. Towards a quantification of inflectional complexity in closely related varieties. Zus. mit Raffaela Baechler. In: Angela Ralli, Geert Booij, Sergio Scalise, Athanasios Karasimos (Hrsg.): Morphology and the Architecture of Grammar. On-line Proceedings of the Eighth Mediterranean Morphology Meeting (MMM8). Cagliari, Italy, 14–17 September 2011. 2012, S. 23–41.
- Variation as the exception or the rule? Swiss relatives, revisited. Zus. mit Martin Salzmann. In: Sprachwissenschaft 35, 2010, S. 79–117.
- Sound change or analogy? Monosyllabic lengthening in German and some of its consequences. In: Journal of Comparative Germanic Linguistics 12, 2009, S. 229–272.
- Nicht-konkatenative Morphologie: Eine Forschungsaufgabe für die Dialektologie. In: Franz Patocka, Guido Seiler (Hrsg.): Dialektale Morphologie, dialektale Syntax. Praesens, Wien 2008, S. 181–197.
- Microvariation in LFG and OT. In: Annie Zaenen u. a. (Hrsg.): Architectures, Rules, and Preferences. Variations on Themes by Joan W. Bresnan. CSLI, Stanford 2007, S. 529–547.
- The role of functional factors in language change. An evolutionary approach. In: Ole Nedergaard Thomsen (Hrsg.): Competing Models of Linguistic Change. Evolution and beyond. Benjamins, Amsterdam/Philadelphia 2006, S. 163–182 (= Current Issues in Linguistic Theory 279).
- Wie verlaufen syntaktische Isoglossen, und welche Konsequenzen sind daraus zu ziehen? In: Eckhard Eggers u. a. (Hrsg.): Moderne Dialekte – neue Dialektologie. Akten des 1. Kongresses der Internationalen Gesellschaft für Dialektologie des Deutschen (IGDD). Steiner, Stuttgart 2005, S. 313–341 (= Zeitschrift für Dialektologie und Linguistik, Beiheft 130).
- On three types of dialect variation, and their implications for linguistic theory. Evidence from verb clusters in Swiss German dialects. In: Bernd Kortmann (Hrsg.): Dialectology meets Typology. Dialect Grammar from a Cross-Linguistic Perspective. Mouton de Gruyter, Berlin / New York 2004, S. 367–399 (= Trends in Linguistics. Studies and Monographs 153).